# Liste des édifices labellisés « Patrimoine du XXe siècle » de Strasbourg
La liste des édifices labellisés « Patrimoine du xxe siècle » de Strasbourg recense les édifices ayant reçu le label « Patrimoine du xxe siècle » dans la ville de Strasbourg dans le Bas-Rhin en France.

## Liste
| Monument                                                              | Adresse                                                        | Coordonnées                      | Notice         | Protection                           | Date | Illustration                                                          |
| --------------------------------------------------------------------- | -------------------------------------------------------------- | -------------------------------- | -------------- | ------------------------------------ | ---- | --------------------------------------------------------------------- |
| Bains municipaux                                                      | 10 boulevard de la Victoire                                    | 48° 35′ 01″ nord, 7° 45′ 35″ est | « PA67000046 » | Inscrit MH (2000)                    | 2000 | Bains municipaux                                                      |
| Chais d’embouteillage de la Coop                                      | 1-3 rue de la Coopérative                                      | 48° 34′ 29″ nord, 7° 47′ 33″ est |                |                                      | 2015 | Image manquante Téléverser                                            |
| Cimetière nord                                                        | 6 place des Peupliers                                          | 48° 36′ 36″ nord, 7° 46′ 29″ est |                |                                      | 2015 | Cimetière nord                                                        |
| Ancien cinéma U.T. (actuel cinéma Odyssée)                            | 3 rue des Francs Bourgeois Rue des Sept Hommes                 | 48° 34′ 57″ nord, 7° 44′ 45″ est | « PA00085283 » | Inscrit MH (1990)                    | 1990 | Ancien cinéma U.T. (actuel cinéma Odyssée)                            |
| Cité-jardin Ungemach                                                  | Wacken                                                         | 48° 35′ 49″ nord, 7° 45′ 55″ est | « EA67000002 » |                                      | 2004 | Cité-jardin Ungemach                                                  |
| Cité Rotterdam                                                        | Rue Rotterdam                                                  | 48° 35′ 06″ nord, 7° 46′ 47″ est | « EA67000003 » |                                      | 2004 | Image manquante Téléverser                                            |
| Cour européenne des droits de l’homme                                 | Allée des Droits-de-l'Homme                                    | 48° 35′ 48″ nord, 7° 46′ 27″ est |                |                                      | 2015 | Image manquante Téléverser                                            |
| Direction régionale des Impôts                                        | 4 place de la République 25 avenue des Vosges                  | 48° 35′ 19″ nord, 7° 45′ 14″ est | « PA67000010 » | Inscrit MH (1996)                    | 1996 | Direction régionale des Impôts                                        |
| Église Saint-Paul de Koenigshoffen                                    | Rue de la Tour                                                 | 48° 34′ 40″ nord, 7° 42′ 51″ est | « PA67000018 » | Inscrit MH (1997)                    | 2007 | Église Saint-Paul de Koenigshoffen                                    |
| Église Saint-Vincent-de-Paul                                          | 2 place de l'Île-de-France                                     | 48° 32′ 59″ nord, 7° 45′ 07″ est | « EA67000004 » |                                      | 2004 | Image manquante Téléverser                                            |
| Église de la Très-Sainte-Trinité                                      | Place de l'Homme-de-Fer                                        | 48° 34′ 27″ nord, 7° 48′ 11″ est |                |                                      | 2015 | Église de la Très-Sainte-Trinité                                      |
| Ensemble d’immeubles                                                  | Place de l'Homme-de-Fer                                        | 48° 35′ 03″ nord, 7° 44′ 40″ est |                |                                      | 2015 | Image manquante Téléverser                                            |
| Faculté de droit                                                      | 1 place d'Athènes                                              | 48° 34′ 44″ nord, 7° 46′ 05″ est | « PA67000064 » | Inscrit MH (2005)                    | 2005 | Faculté de droit                                                      |
| Faubourg-jardin du Stockfeld                                          | Stockfeld                                                      | 48° 31′ 50″ nord, 7° 46′ 12″ est | « PA67000013 » | Inscrit MH (1996)                    | 2004 | Faubourg-jardin du Stockfeld                                          |
| Grande-Percée                                                         | Rue du 22-Novembre                                             | 48° 34′ 58″ nord, 7° 44′ 29″ est |                |                                      | 2015 | Image manquante Téléverser                                            |
| Grande synagogue de la Paix                                           | 1 rue René-Hirschier                                           | 48° 35′ 25″ nord, 7° 45′ 24″ est | « EA67000005 » |                                      | 2004 | Grande synagogue de la Paix                                           |
| Hôtel Brion (hôtel Marguerite)                                        | 22 rue Sleidan                                                 | 48° 35′ 09″ nord, 7° 46′ 06″ est | « PA00085173 » | Inscrit MH (1975)                    | 1975 | Hôtel Brion (hôtel Marguerite)                                        |
| Hôtel Schützenberger                                                  | 76 allée de la Robertsau                                       | 48° 35′ 30″ nord, 7° 46′ 12″ est | « PA00085038 » | Inscrit MH (1975)                    | 1975 | Hôtel Schützenberger                                                  |
| Immeuble                                                              | 1 place Broglie                                                | 48° 35′ 05″ nord, 7° 44′ 55″ est | « PA00085094 » | Inscrit MH (1975)                    | 1975 | Immeuble                                                              |
| Immeuble                                                              | 22 rue du Général de Castelnau                                 | 48° 35′ 21″ nord, 7° 45′ 04″ est | « PA00085113 » | Inscrit MH (1975)                    | 1975 | Immeuble                                                              |
| Immeuble                                                              | 56 allée de la Robertsau                                       | 48° 35′ 25″ nord, 7° 46′ 06″ est | « PA00085156 » | Inscrit MH (1975)                    | 1975 | Immeuble                                                              |
| Immeuble                                                              | 7 quai Rouget-de-Lisle                                         | 48° 35′ 15″ nord, 7° 45′ 49″ est |                |                                      | 2015 | Image manquante Téléverser                                            |
| Immeuble                                                              | 46 avenue des Vosges                                           | 48° 35′ 24″ nord, 7° 45′ 03″ est | « PA00085179 » | Inscrit MH (1975)                    | 1975 | Immeuble                                                              |
| Lycée international des Pontonniers                                   | 1 rue des Pontonniers                                          | 48° 35′ 03″ nord, 7° 45′ 23″ est | « PA67000059 » | Inscrit MH (2002)                    | 2002 | Lycée international des Pontonniers                                   |
| Magasin Neunreiter                                                    | 7 rue de l'Abreuvoir                                           | 48° 34′ 45″ nord, 7° 45′ 36″ est |                | Inscrit MH (2015)                    | 2015 | Image manquante Téléverser                                            |
| Maison d'Alfred Marzolff                                              | 3 rue des Pontonniers                                          | 48° 35′ 04″ nord, 7° 45′ 24″ est | « PA67000060 » | Inscrit MH (2002)                    | 2002 | Maison d'Alfred Marzolff                                              |
| Maison à l'Ange (ancienne maison du négociant Rubin)                  | 15 rue du Faubourg de Saverne                                  | 48° 35′ 07″ nord, 7° 44′ 25″ est | « PA67000045 » | Inscrit MH (2000)                    | 2000 | Maison à l'Ange (ancienne maison du négociant Rubin)                  |
| Ancien palais des droits de l'homme                                   | 2 rue Sforza                                                   | 48° 35′ 44″ nord, 7° 46′ 24″ est | « EA67000006 » |                                      | 2004 | Ancien palais des droits de l'homme                                   |
| Maison de la Radio et de la Télévision                                | Place de Bordeaux                                              | 48° 35′ 41″ nord, 7° 45′ 35″ est | « PA00085097 » | Classé MH (1983)                     | 2015 | Maison de la Radio et de la Télévision                                |
| Palais des Fêtes                                                      | 5 rue Sellénick 2, 4 rue de Phalsbourg 34 boulevard Clemenceau | 48° 35′ 27″ nord, 7° 44′ 58″ est | « PA67000073 » | Inscrit MH (2007)                    | 2007 | Palais des Fêtes                                                      |
| Bâtiment Louise Weiss du Parlement européen                           | Allée du Printemps                                             | 48° 35′ 52″ nord, 7° 46′ 10″ est |                |                                      | 2015 | Image manquante Téléverser                                            |
| Port de Strasbourg                                                    |                                                                | 48° 32′ 24″ nord, 7° 47′ 25″ est |                |                                      | 2015 | Port de Strasbourg                                                    |
| Poste d'aiguillage du Krimmeri                                        | Avenue de Colmar                                               | 48° 33′ 48″ nord, 7° 45′ 10″ est | « PA00085190 » | Inscrit MH (1988)                    | 1988 | Poste d'aiguillage du Krimmeri                                        |
| Presbytère Saint-Paul de Koenigshoffen                                | 35 rue de la Tour                                              | 48° 34′ 42″ nord, 7° 42′ 52″ est | « PA67000019 » | Inscrit MH (1997)                    | 1997 | Presbytère Saint-Paul de Koenigshoffen                                |
| Propriété Schranz                                                     | 9 rue des Sarcelles                                            | 48° 32′ 40″ nord, 7° 45′ 35″ est | « PA00085196 » | Classé MH (1992) · Inscrit MH (1992) | 1992 | Propriété Schranz                                                     |
| Quartier de l'Esplanade                                               |                                                                | 48° 34′ 34″ nord, 7° 45′ 50″ est | « EA67141193 » |                                      | 2015 | Image manquante Téléverser                                            |
| Siège social de Gaz de Strasbourg                                     | 1 rue des Bonnes-Gens                                          | 48° 35′ 14″ nord, 7° 44′ 34″ est |                |                                      | 2015 | Siège social de Gaz de Strasbourg                                     |
| Station service Total                                                 | 49 avenue du Rhin                                              | 48° 34′ 23″ nord, 7° 47′ 18″ est |                |                                      | 2015 | Image manquante Téléverser                                            |
| Ancien palais de la diète d'Alsace-Lorraine (actuel Théâtre national) | 7 place de la République                                       | 48° 35′ 10″ nord, 7° 45′ 19″ est | « PA00085313 » | Inscrit MH (1992) · Classé MH (1995) | 2004 | Ancien palais de la diète d'Alsace-Lorraine (actuel Théâtre national) |
| Usine Junkers Flugzeug-und-Motorenwerke                               | 33 rue du Maréchal Lefebvre                                    | 48° 33′ 42″ nord, 7° 44′ 21″ est | « PA00125228 » | Inscrit MH (1993)                    | 1993 | Usine Junkers Flugzeug-und-Motorenwerke                               |
| Villa Faist                                                           | 24 rue Twinger                                                 | 48° 35′ 21″ nord, 7° 46′ 12″ est | « PA67000066 » | Inscrit MH (2005)                    | 2005 | Villa Faist                                                           |
| Villa Osterloff (manoir du Contades)                                  | 10 rue des Arquebusiers                                        | 48° 35′ 28″ nord, 7° 45′ 37″ est | « PA00085195 » | Inscrit MH (1985)                    | 1985 | Villa Osterloff (manoir du Contades)                                  |

## Source

### Sources
- [PDF] « Édifices ou ensembles labellisés « Patrimoine du XXe siècle » entre 2000 et 2015 », sur culturecommunication.gouv.fr, 24 février 2017